# Port Campbell
Port Campbell (599 habitants) est un village de l’État du Victoria à 224 km au sud-ouest de Melbourne sur la Great Ocean Road à l'ouest du site des Les Douze Apôtres (Twelve Apostles).
Le village fut créé dans les années 1870 et le port dans les années 1880. La ville sert maintenant surtout à l'accueil des touristes du parc national de Port Campbell et accessoirement à une communauté de pêcheurs de crustacés.

## Références

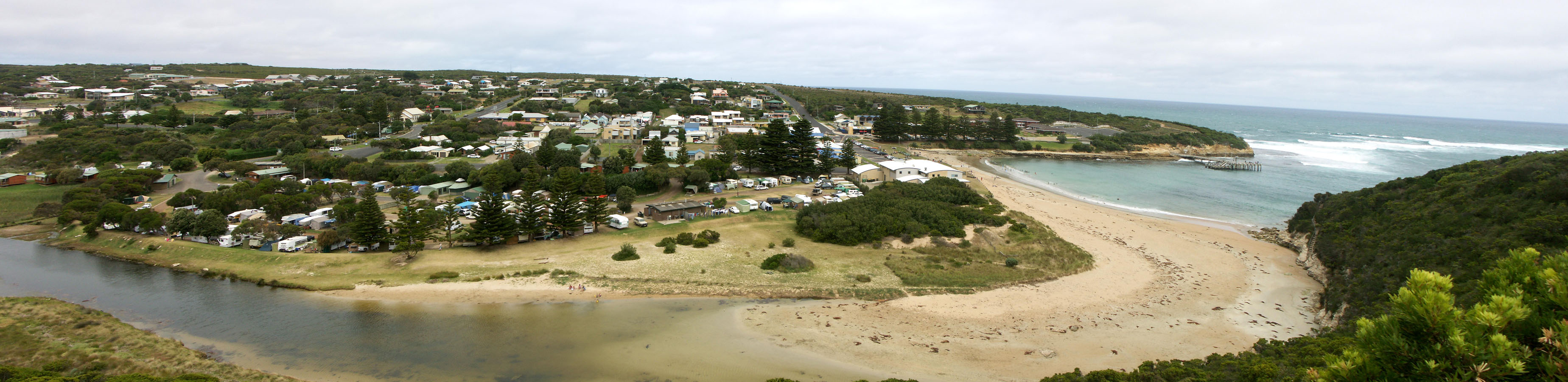
Vue panoramique de Port Campbell.